# Menhir van Pierrefiche
De menhir van Pierrefiche is een megalitisch monument dat zich bevindt bij Duneau in het departement Sarthe, Frankrijk. Een andere menhir met dezelfde naam staat in het departement Ain in de regio Auvergne-Rhône-Alpes. De menhir is genoemd naar het gehucht Pierrefiche.
De menhir, die boven op een heuvel staat, bestaat uit een grote stenen plaat van 3,40 meter hoog en ongeveer 2 meter breed. Ongeveer 750 meter ten zuiden van de menhir staat een hunebed, bestaande uit 6 staande stenen met een deksteen van 8 × 6 meter.
Het verhaal gaat dat jonge geliefden om hun liefde te bezegelen elkaars handen moesten kussen onderaan de menhir. Bovendien moesten zij een munt in het natuurlijke gat in de steen leggen.
De menhir is geclassificeerd in het Franse register met historische monumenten sinds 1889. De menhir is privé eigendom maar is vanaf de openbare weg te bezoeken.